# Manoel Seabra
Manoel Fernando Gonçalves Seabra, besser bekannt als Manoel Seabra, ist ein brasilianischer Geograph.
Seabra übersetzte 1966 zusammen mit Gil Toledo, Nelson de la Corte und Vincenzo Bochicchio das Buch La géographie active von Pierre George, Raymond Guglielmo, Yves Lacoste und Bernard Kayser (Auflagen in der Editora da Universidade de São Paulo). 1973 promovierte Seabra unter Pasquale Petrone an der Universität von São Paulo mit einer wirtschaftsgeografischen Arbeit über die „Gemischten Genossenschaften“ (cooperativas mixtas) des Bundesstaates São Paulo. Danach wurde er, wie auch seine Frau Odette Carvalho de Lima Seabra, Professor im Geografiedepartement derselben Universität. Dort war er Doktorvater unter anderem von Amélia Luisa Damiani und José William Vesentini. Seabra war zudem Direktor der Zeitschrift Boletim Paulista de Geografia der Associação dos Geógrafos Brasileiros, Seção de São Paulo.
Seit 2003 ist Seabra pesquisador convidado am Instituto de Estudos Brasileiros der Universität von São Paulo, wo er die Verbindung zwischen Caio Prado Júnior und der Associação dos Geógrafos Brasileiros untersucht. 2008 resultierte daraus das zusammen mit Paulo Iumatti und Heinz Dieter Heidemann herausgegebene Buch Caio Prado Jr. e a Associação dos Geógrafos Brasileiros (Editora da Universidade de São Paulo, ISBN 978-85-314-1108-3).

## Schriften
- Crise econômico-social no Brasil e o limite do espaço: mesa redonda da SPBC, Rio de Janeiro, julho de 1980. In: Milton Santos (Herausgeber). Novos rumos da geografia brasileira. São Paulo: Hucitec, 1982, S. 166–180.
- Geografia(s)? In: Orientação, Instituto de Geografia, USP, Nr. 5, São Paulo, outubro de 1984, S. 9–17.
- Mit Arlete Moyses Rodrigues: Habitação e espaço social na cidade de São Paulo. In: Boletim Paulista de Geografia, N. 64, 2. Semester 1986, S. 19–58 (+ Abbildungen im Anhang).
- [„Antes de mais nada eu gostaria de agradecer a oportunidade…“] In: Orientação, Instituto de Geografia - Departamento de Geografia USP, Nr. 10, São Paulo 1993, S. 37–38.
- As propostas curriculares de geografia e a participação da universidade. Textos de apoio ao professor. In: Orientação, Instituto de Geografia - Departamento de Geografia USP, Nr. 10, São Paulo 1993, S. 113–116.
- .Os primeiros anos da Associação dos Geógrafos Brasileiros: 1934-1945. In: Terra Livre: publicação semestral da Associação dos Geógrafos Brasileiros, São Paulo, Jahrgang 20, Band 1, Nr. 22, Januar–Juli 2004, S. 13–68. ISSN 0102-8030